# Jørgen Bo Petersen
Jørgen Bo Petersen (Hørsholm, 11 april 1970) is een Deens voormalig wielrenner, beroeps van 2000 tot 2004.

## Overwinningen
2000
- Nordsjællands CK Linieøb

2001
- Deens kampioen ploegentijdrit, Elite (met Michael Skelde en Jimmy Hansen)
- Eindklassement Ronde van Luxemburg
- 4e etappe deel A en eindklassement Ronde van Saksen
- 3e etappe Parijs-Corrèze

2002
- GP van het Zwarte Woud

## Ploegen
- 2000: Ville de Charleroi - New Systems
- 2001: Team Fakta (vanaf 28-03)
- 2002: EDS - Fakta
- 2003: Team Fakta
- 2004: Bankgiroloterij